# Teatro Faenza
El Faenza es el teatro de proyección de películas de cine más antiguo de Bogotá. Fue inaugurado el 3 de abril de 1924 en el tradicional barrio de Las Nieves, en la actual localidad de Santa Fe. Su nombre se debe a que fue construido en las instalaciones de una antigua fábrica de loza llamada Faenza. El edificio tiene influencia italiana; expresiones arquitectónicas de art nouveau y eclecticismo académico de finales del siglo XIX. 

## Historia
En 1901 se inauguró la fábrica de loza Faenza, localizada dentro de una finca ubicada en la actual calle 22, del centro de Bogotá.
```
             Se terminó de construir el nuevo teatro y se inauguró en abril de 1924. La obra fue diseñada desde su anteproyecto por el ingeniero y arquitecto bogotano Ernesto González Concha, quien también diseñó la fachada en ladrillo y cemento a la vista y la estructura en hormigón armado, una de las primeras en Colombia. La construcción fue asumida por los arquitectos Arturo Tapias y Jorge Muñoz, que fueron contratados por la empresa constructora Cementos Samper. Los decorados en yeso de la fachada y el interior del teatro fueron elaborados por 
Colombo Ramelli
 (hijo del artista suizo 
Luigi Ramelli
 que vivió en Colombia durante más de 40 años), bajo los diseños de González-Concha. Después de la inauguración, se proyecta el que, según algunos críticos, debe ser considerado el primer largometraje “totalmente” 
colombiano
: 
La tragedia del silencio
, de 
Arturo Acevedo
. El Faenza se convierte en escenario cultural importante de la capital. Por sus características arquitectónicas únicas, fue declarado 
bien de interés cultural
 de carácter nacional.
[
cita
 
requerida
]
 Este teatro vio el despegue de Bogotá como metrópoli.
```

En sus primeros años, en él se presentaron no solo películas sino también operetas, zarzuelas y funciones musicales. Pero a partir de 1948 y hasta finales de los años 1950, cuando muchas personas trasladaron su residencia del centro de Bogotá a otras zonas de la ciudad, el Teatro entró en una etapa de deterioro que condujo a su decadencia y lo llevó a convertirse en una sala de proyección de baja categoría.
En 1975 fue declarado Monumento Nacional por el decreto 1584 del 11 de agosto, una decisión que ratificó Planeación Distrital 15 años después.

### Remodelación

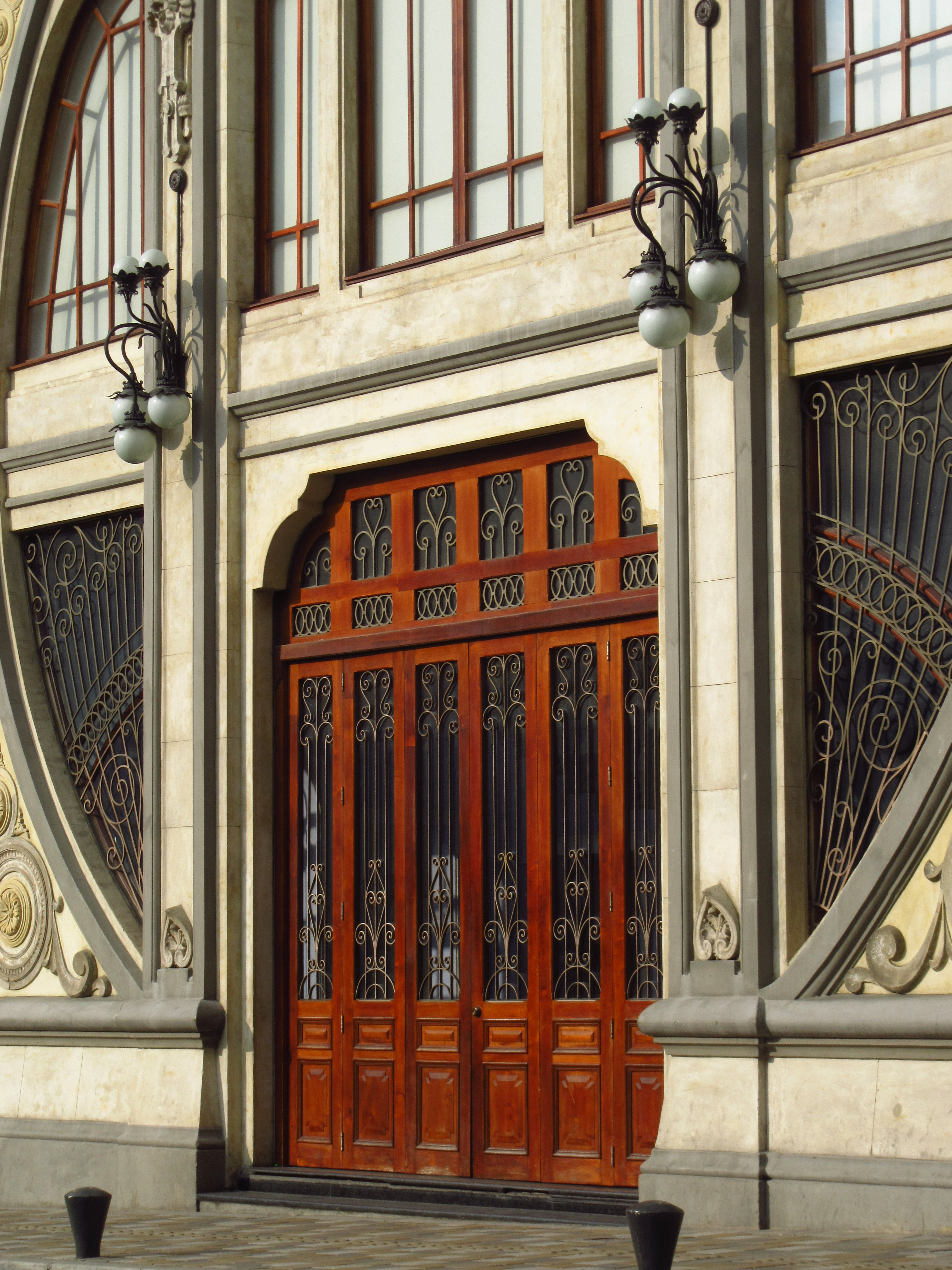
Entrada principal.

En 2002 el Faenza proyectó sus últimas películas pornográficas y cayó en el abandono. En 2004 la Universidad Central decidió adquirirlo para restaurarlo. En 2007 terminó la restauración de la fachada.